# Słamino
Słamino (bułg. Сламино) – wieś w południowo-wschodniej Bułgarii, w obwodzie Jamboł, w gminie Tundża. Według danych Narodowego Instytutu Statystycznego, 31 grudnia 2011 roku wieś liczyła 188 mieszkańców.

## Historia
Do 1934 roku miejscowość nazywała się Sałmałari lub Samanłare.